# Carsten Sieling
Carsten Günter Erich Sieling, né le 13 janvier 1959 à Nienburg-an-der-Weser, est un homme politique allemand, membre du Parti social-démocrate d'Allemagne (SPD).
Il est président du Sénat de Brême et bourgmestre de la ville de Brême de 2015 à 2019.

## Biographie

### Jeunesse
Il grandit dans une ferme près de Nienburg-an-der-Weser. Fils d'une fonctionnaire des postes et d'un ouvrier de Volkswagen, il suit une formation d'agent technico-commercial chez Telefunken à Hanovre entre 1975 et 1978. En 1976, âgé de 17 ans, il adhère au SPD.
Il passe ensuite son diplôme de fin d'études secondaires dans une école de la deuxième chance, puis s'inscrit en 1979 à l'École supérieure d'économie et politique (HWP) de Hambourg pour y étudier les sciences économiques.
Il poursuit son cursus à l'université de Brême, puis l'université du Maryland. Il le termine par l'obtention d'un diplôme d'économiste en 1988. Il accomplit alors son service civil.

### Vie professionnelle
Il devient alors assistant de recherche à l'université de Brême. Il est recruté en 1991 par la chambre des travailleurs de Brême en tant que conseiller pour la politique économique régionale. Il accomplit cette mission pendant quatre ans.

### Député régional
Il intègre en 1993 le comité directeur du SPD régional de Brême. Au cours des élections législatives locales du 14 mai 1995, il est élu à 36 ans député au Bürgerschaft de Brême. Il est réélu le 6 juin 1999 et intègre la direction du groupe parlementaire social-démocrate.
Il est désigné en 2004 président de la fédération du parti dans le Land, puis succède l'année d'après à Jens Böhrnsen au poste de président du groupe parlementaire. Dès 2006, Uwe Beckmeyer prend sa suite à la direction du SPD régional.

### Député fédéral
Aux élections législatives fédérales du 27 septembre 2009, il postule au Bundestag dans la 53e circonscription fédérale, correspondant à la ville de Brême. Il est élu député fédéral avec 33,7 % des suffrages exprimés, soit un recul d'environ 15 points par rapport au sortant Volker Kröning, qui ne se représentait pas. Il démissionne du Bürgerschaft le 14 octobre 2009.
Il remporte un second mandat lors des élections législatives fédérales du 22 septembre 2013 avec un résultat en hausse de 37,9 %. Il est choisi en mars 2014 comme porte-parole de la Gauche parlementaire (PL), un courant interne au groupe SPD au Bundestag.

### Président du Sénat de Brême
Les élections régionales du 10 mai 2015 à Brême constituent un échec pour le Parti social-démocrate d'Allemagne : bien qu'il reste le premier parti du Land, il perd six députés et 5,8 points par rapport au scrutin de 2011. Böhrnsen, au pouvoir depuis dix ans, décide de renoncer. Le bureau du SPD régional indique le 18 mai qu'il propose Sieling pour lui succéder. Ce choix est ratifié par 184 voix pour, quatre voix contre et deux abstentions lors d'un congrès extraordinaire le 2 juin.
Le 15 juillet 2015, après avoir formé une « coalition rouge-verte » avec l'Alliance 90 / Les Verts, Carsten Sieling est investi président du Sénat de Brême par 46 voix pour, 33 voix contre et 3 abstentions. Il remporte ainsi deux suffrages favorables de plus que le total de sa majorité parlementaire. Il démissionne de son mandat au Bundestag dès le lendemain.